# Эспарто
Эспа́рто, или а́льфа, или ковыль тянущийся (лат. Stípa tenacíssima) — многолетнее травянистое растение, вид рода Ковыль (Stipa) семейства Злаки. Произрастает в Испании и Северной Африке. Важная сельскохозяйственная культура.

## Распространение
Эспарто является эндемиком западного Средиземноморья, растёт на полупустынных почвах Северной Африки и южной Испании. В Алжире площадь произрастания эспарто оценивается в 3 млн га, крупнейший район — в провинции Саида, 1,2 млн га. Широко распространён от района Орана до высокогорных районов на юге Алжира (до высот 1800 м). Является важным элементом борьбы с опустыниванием в Северной Африке.
Растёт кочками, высота 0,3—1,5 м.

## Использование
Используется как пастбищный корм для верблюдов, лошадей и волов. Является продуктом экспорта в страны Европы, в начале XX века экспорт эспарто из Испании составил 40, из Туниса и Триполи — 30, а из Алжира — 60 тыс. тонн в год. Листья растения состоят из прочного волокна и используются для производства искусственного шелка и других тканей, также применяются для плетения разных вещей и служат сырьём для производства бумаги.
Эспарто известно своим применением в бумажном производстве Европы уже более 100 лет. Из волокон эспарто получается бумага высокого качества, которая используется в книжном деле. Мировое производство древесной массы из эспарто оценивается в 250 тыс. тонн в год (1973 год).

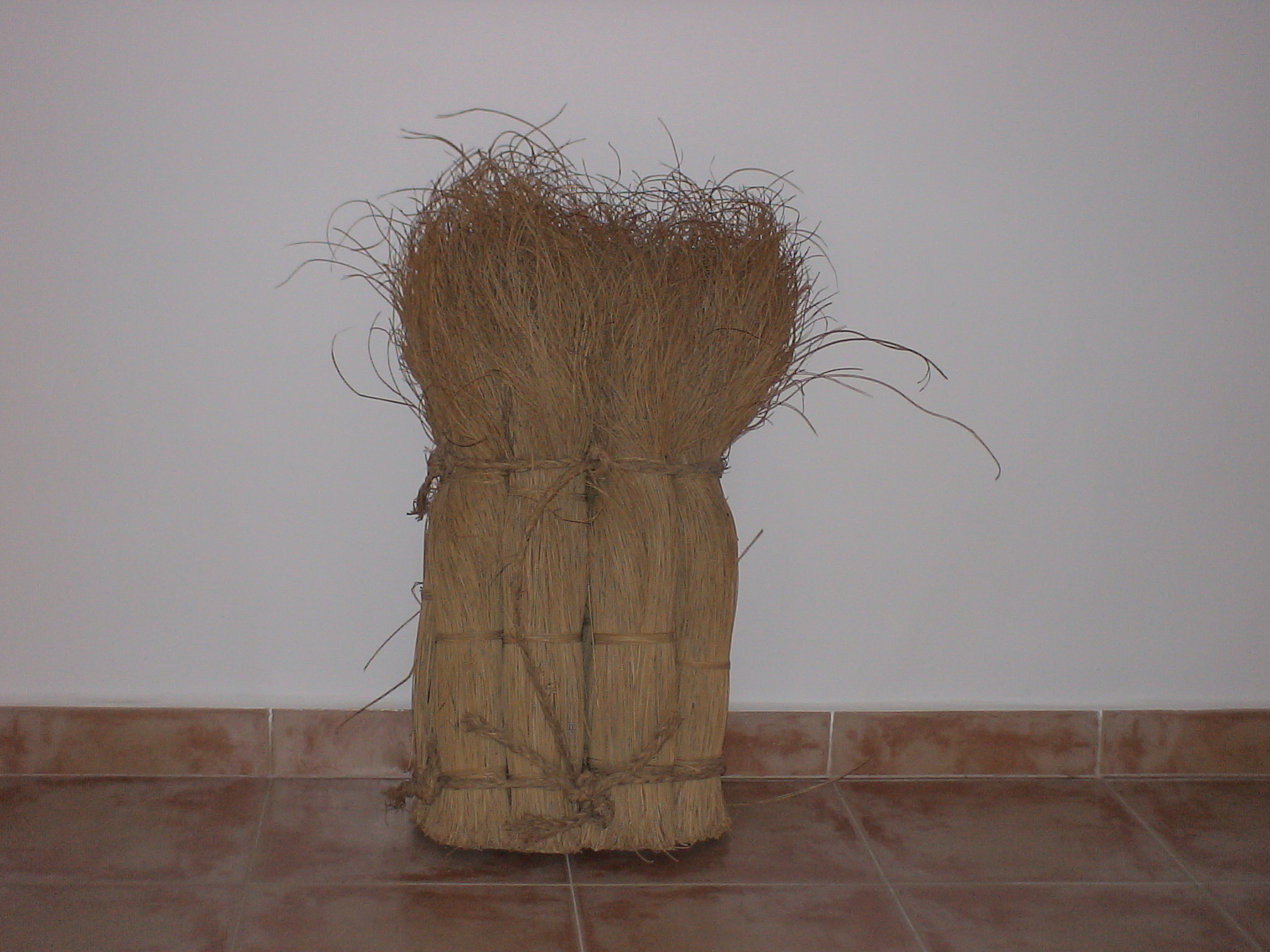
Связка эспарто
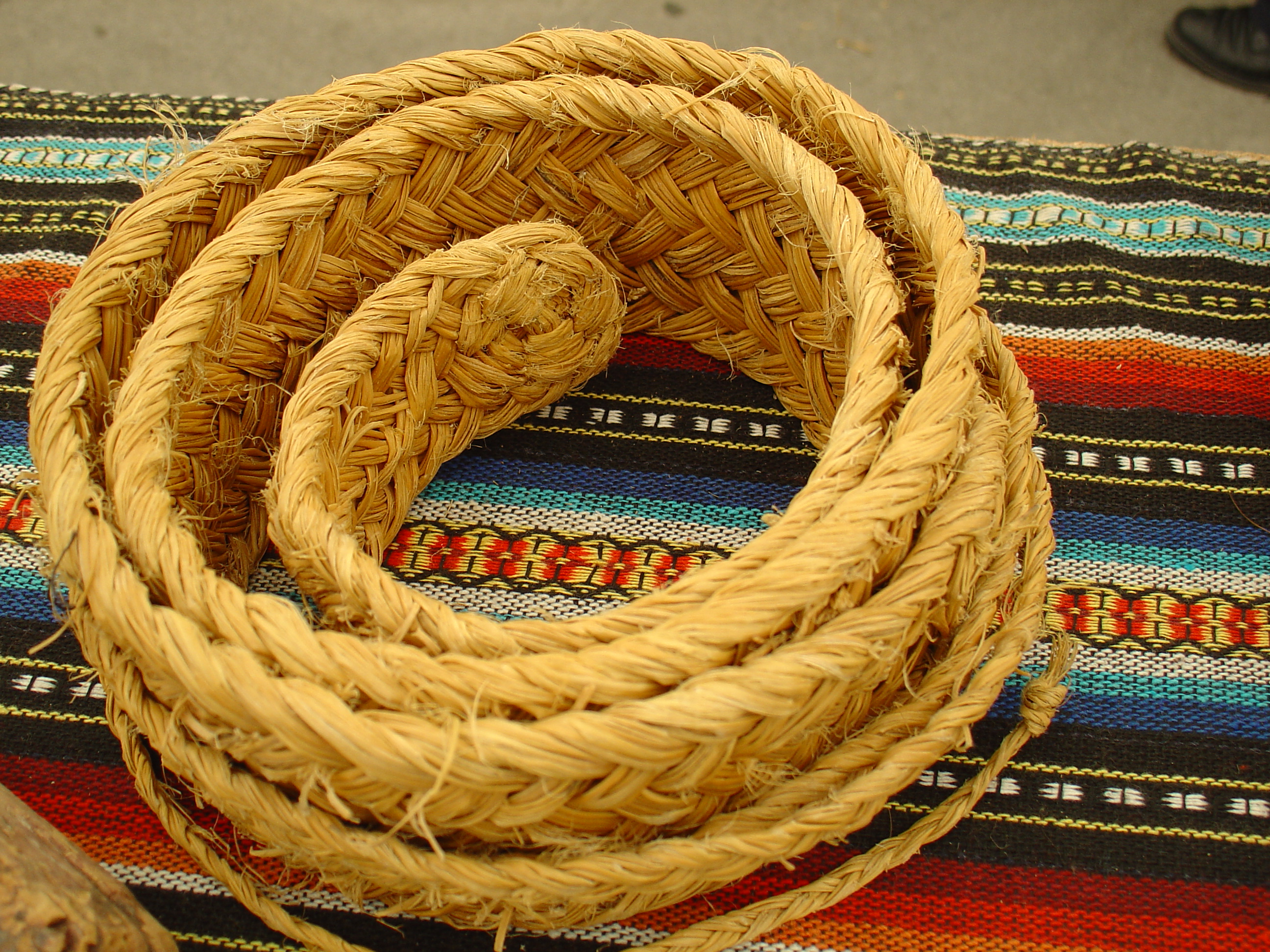
Плетение из эспарто
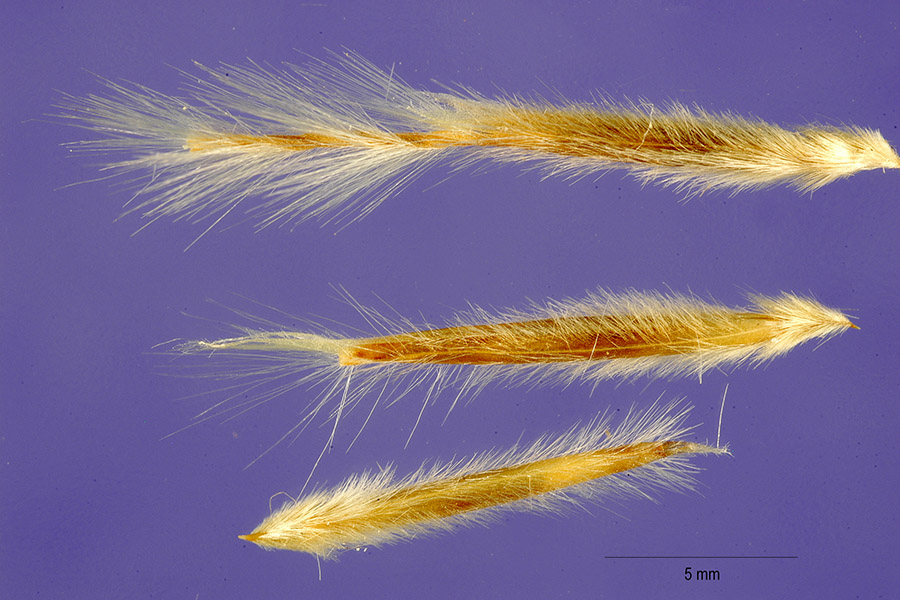
Семена крупным планом